# Listă de filme polițiste din anii 1950
Aceasta este o listă de filme polițiste lansate în anii 1950.
| 1950                                    |                           |                                                           |                                                       |                           |
| Armored Car Robbery                     | Richard Fleischer         | Charles McGraw, Adele Jergens, William Talman             | Statele Unite ale Americii                            | [ 1 ]                     |
| The Asphalt Jungle                      | John Huston               | Sterling Hayden, Louis Calhern, James Whitmore,           | Statele Unite ale Americii                            | [ 2 ]                     |
| The Blue Lamp                           | Basil Dearden             | Jack Warner, Jimmy Hanley, Dirk Bogarde                   | Regatul Unit al Marii Britanii și al Irlandei de Nord | [ 3 ]                     |
| The File on Thelma Jordon               | Robert Siodmak            | Barbara Stanwyck, Wendell Corey, Paul Kelly               | Statele Unite ale Americii                            | Crime drama               |
| Gunman in the Streets                   | Frank Tuttle, Boris Lewin | Simone Signoret, Dane Clark, Fernand Gravey               | Franța                                                | [ 5 ]                     |
| House by the River                      | Fritz Lang                | Louis Hayward, Lee Bowman, Jane Wyatt                     | Statele Unite ale Americii                            | Crime drama               |
| In a Lonely Place                       | Nicholas Ray              | Humphrey Bogart, Gloria Grahame, Frank Lovejoy            | Statele Unite ale Americii                            | Crime drama               |
| Kiss Tomorrow Goodbye                   | Gordon M. Douglas         | James Cagney, Barbara Payton, Helena Carter               | Statele Unite ale Americii                            | [ 8 ]                     |
| Night and the City                      | Jules Dassin              | Richard Widmark, Gene Tierney, Googie Withers             | Regatul Unit al Marii Britanii și al Irlandei de Nord | [ 9 ]                     |
| No Way Out                              | Joseph L. Mankiewicz      | Richard Widmark, Linda Darnell, Stephen McNally           | Statele Unite ale Americii                            | Crime drama               |
| Los Olvidados                           | Luis Buñuel               | Alfonso Mejía, Roberto Cobo, Estela Inda                  | Mexic                                                 | Juvenile delinquency film |
| Side Street                             | Anthony Mann              | Farley Granger, Cathy O'Donnell, James Craig              | Statele Unite ale Americii                            | [ 12 ]                    |
| Where the Sidewalk Ends                 | Otto Preminger            | Dana Andrews, Gene Tierney, Gary Merrill                  | Statele Unite ale Americii                            | Crime drama               |
| 1951                                    |                           |                                                           |                                                       |                           |
| Another Man's Poison                    | Irving Rapper             | Bette Davis, Gary Merrill, Emlyn Williams                 | Regatul Unit al Marii Britanii și al Irlandei de Nord | [ 14 ]                    |
| La Città si difende                     | Pietro Germi              | Gina Lollobrigida, Renato Baldini, Cosetta Greco          | Italia                                                | [ 15 ]                    |
| Detective Story                         | William Wyler             | Kirk Douglas, Eleanor Parker, William Bendix              | Statele Unite ale Americii                            | Crime drama               |
| The Enforcer                            | Bretaigne Windust         | Humphrey Bogart, Zero Mostel, Ted de Corsia               | Statele Unite ale Americii                            | [ 17 ]                    |
| The Family Secret                       | Henry Levin               | John Derek, Lee J. Cobb, Jody Lawrance                    | Statele Unite ale Americii                            | [ 18 ]                    |
| Green Grow the Rushes                   | Derek N. Twist            | Roger Livesey, Honor Blackman, Richard Burton             | Regatul Unit al Marii Britanii și al Irlandei de Nord | [ 19 ]                    |
| He Ran All the Way                      | John Berry                | John Garfield, Shelley Winters, Wallace Ford              | Statele Unite ale Americii                            | [ 20 ]                    |
| His Kind of Woman                       | John Farrow               | Robert Mitchum, Jane Russell, Vincent Price               | Statele Unite ale Americii                            | [ 21 ]                    |
| The Lavender Hill Mob                   | Charles Crichton          | Alec Guinness, Stanley Holloway, Sid James                | Regatul Unit al Marii Britanii și al Irlandei de Nord | [ 22 ]                    |
| Rashomon                                | Akira Kurosawa            | Toshirō Mifune, Masayuki Mori, Machiko Kyo                | Japonia                                               | Crime drama               |
| Roadblock                               | Harold Daniels            | Charles McGraw, Joan Dixon, Lowell Gilmore                | Statele Unite ale Americii                            | [ 24 ]                    |
| Strangers on a Train                    | Alfred Hitchcock          | Farley Granger, Robert Walker, Ruth Roman                 | Statele Unite ale Americii                            | Crime thriller            |
| 1952                                    |                           |                                                           |                                                       |                           |
| Angel Face                              | Otto Preminger            | Robert Mitchum, Jean Simmons, Mona Freeman                | Statele Unite ale Americii                            | [ 26 ]                    |
| Casque d'or                             | Jacques Becker            | Simone Signoret, Serge Reggiani, Claude Dauphin           | Franța                                                | Crime drama               |
| Rancho Notorious                        | Fritz Lang                | Arthur Kennedy, Marlene Dietrich, Mel Ferrer              | Statele Unite ale Americii                            | Crime thriller            |
| We Are All Murderers                    | André Cayatte             | Marcel Mouloudji, Raymond Pellegrin, Claude Laydu         | Franța · Italia                                       | Prison film               |
| 1953                                    |                           |                                                           |                                                       |                           |
| The Big Heat                            | Fritz Lang                | Glenn Ford, Gloria Grahame, Jocelyn Brando                | Statele Unite ale Americii                            | [ 30 ]                    |
| The Blue Gardenia                       | Fritz Lang                | Anne Baxter, Richard Conte, Ann Sothern                   | Statele Unite ale Americii                            | Crime drama               |
| The Hitch-Hiker                         | Ida Lupino                | Edmond O'Brien, Frank Lovejoy, William Talman             | Statele Unite ale Americii                            | Crime thriller            |
| I Confess                               | Alfred Hitchcock          | Montgomery Clift, Anne Baxter, Karl Malden                | Statele Unite ale Americii                            | Crime drama               |
| Man in the Dark                         | Lew Landers               | Edmond O'Brien, Audrey Totter, Ted de Corsia              | Statele Unite ale Americii                            | [ 34 ]                    |
| 1954                                    |                           |                                                           |                                                       |                           |
| Dial M for Murder                       | Alfred Hitchcock          | Ray Milland, Grace Kelly, Robert Cummings                 | Statele Unite ale Americii                            | Crime thriller            |
| Human Desire                            | Fritz Lang                | Glenn Ford, Gloria Grahame, Broderick Crawford            | Statele Unite ale Americii                            | Crime drama               |
| Jail Bait                               | Edward D. Wood, Jr.       | Dolores Fuller, Lyle Talbot, Herbert Rawlinson            | Statele Unite ale Americii                            | [ 37 ]                    |
| Naked Alibi                             | Jerry Hopper              | Sterling Hayden, Gloria Grahame, Gene Barry               | Statele Unite ale Americii                            | [ 38 ]                    |
| Private Hell 36                         | Don Siegel                | Ida Lupino, Steve Cochran, Howard Duff                    | Statele Unite ale Americii                            | Crime drama               |
| Rogue Cop                               | Roy Rowland               | Robert Taylor, Janet Leigh, George Raft                   | Statele Unite ale Americii                            | [ 40 ]                    |
| The Runaway Bus                         | Val Guest                 | Margaret Rutherford, Petula Clark, George Coulouris       | Regatul Unit al Marii Britanii și al Irlandei de Nord | Caper film                |
| Suddenly                                | Lewis Allen               | Frank Sinatra, Sterling Hayden, James Gleason             | Statele Unite ale Americii                            | [ 42 ]                    |
| Touchez pas au grisbi                   | Jacques Becker            | Jean Gabin, René Dary, Paul Frankeur                      | Franța · Italia                                       | [ 43 ]                    |
| 1955                                    |                           |                                                           |                                                       |                           |
| The Big Combo                           | Joseph H. Lewis           | Cornel Wilde, Richard Conte, Brian Donlevy                | Statele Unite ale Americii                            | Gangster film             |
| Bob le flambeur                         | Jean-Pierre Melville      | Roger Duchesne, Isabelle Corey, Daniel Cauchy             | Franța                                                | [ 45 ]                    |
| The Desperate Hours                     | William Wyler             | Humphrey Bogart, Fredric March, Arthur Kennedy            | Statele Unite ale Americii                            | [ 46 ]                    |
| King of the Carnival                    | Franklin Adreon           | Fran Bennett, Robert Clarke, George de Normand            | Statele Unite ale Americii                            | [ 47 ]                    |
| The Ladykillers                         | Alexander MacKendrick     | Alec Guinness, Cecil Parker, Herbert Lom                  | Regatul Unit al Marii Britanii și al Irlandei de Nord | [ 48 ]                    |
| The Night of the Hunter                 | Charles Laughton          | Robert Mitchum, Shelley Winters, Lillian Gish             | Statele Unite ale Americii                            | Crime thriller            |
| The Phenix City Story                   | Phil Karlson              | John McIntire, Richard Kiley, Kathryn Grant               | Statele Unite ale Americii                            | [ 50 ]                    |
| Razzia Sur la Chnouf                    | Henri Decoin              | Jean Gabin, Marcel Dalio, Magali Noël                     | Franța                                                | [ 51 ]                    |
| Rififi                                  | Jules Dassin              | Jean Servais, Carl Möhner, Robert Manuel                  | Franța                                                | [ 52 ]                    |
| 1956                                    |                           |                                                           |                                                       |                           |
| Beyond a Reasonable Doubt               | Fritz Lang                | Dana Andrews, Joan Fontaine, Sidney Blackmer              | Statele Unite ale Americii                            | Crime drama               |
| The Harder They Fall                    | Mark Robson               | Humphrey Bogart, Rod Steiger, Jan Sterling                | Statele Unite ale Americii                            | Crime drama               |
| The Killing                             | Stanley Kubrick           | Sterling Hayden, Coleen Gray, Marie Windsor               | Statele Unite ale Americii                            | [ 55 ]                    |
| Ransom!                                 | Alex Segal                | Glenn Ford, Donna Reed, Leslie Nielsen                    | Statele Unite ale Americii                            | [ 56 ]                    |
| Slightly Scarlet                        | Allan Dwan                | John Payne, Arlene Dahl, Rhonda Fleming                   | Statele Unite ale Americii                            | [ 57 ]                    |
| The Wrong Man                           | Alfred Hitchcock          | Henry Fonda, Vera Miles, Anthony Quayle                   | Statele Unite ale Americii                            | Crime drama               |
| Yield to the Night                      | J. Lee Thompson           | Diana Dors, Yvonne Mitchell, Michael Craig                | Regatul Unit al Marii Britanii și al Irlandei de Nord | [ 59 ]                    |
| 1957                                    |                           |                                                           |                                                       |                           |
| The Adventures of Arsène Lupin          | Jacques Becker            | Robert Lamoureux, Liselotte Pulver, Daniel Ceccaldi       | Franța · Italia                                       | [ 60 ]                    |
| The Brothers Rico                       | Phil Karlson              | Richard Conte, Dianne Foster, Kathryn Grant               | Statele Unite ale Americii                            | [ 61 ]                    |
| The Burglar                             | Paul Wendkos              | Dan Duryea, Jayne Mansfield, Martha Vickers               | Statele Unite ale Americii                            | [ 62 ]                    |
| Crime of Passion                        | Gerd Oswald               | Barbara Stanwyck, Sterling Hayden, Raymond Burr           | Statele Unite ale Americii                            | [ 63 ]                    |
| The Devil Came at Night                 | Robert Siodmak            | Mario Adorf, Claus Holm, Hannes Messemer                  | Germania de Vest                                      | [ 64 ]                    |
| Porte des Lilas                         | René Clair                | Pierre Brasseur, Georges Brassens, Henri Vidal            | Franța · Italia                                       | Crime drama               |
| The River's Edge                        | Allan Dwan                | Ray Milland, Anthony Quinn, Debra Paget                   | Statele Unite ale Americii                            | [ 66 ]                    |
| Le Rouge Est Mis                        | Gilles Grangier           | Jean Gabin, Annie Girardot, Lino Ventura                  | Franța                                                | [ 67 ]                    |
| Time Without Pity                       | Joseph Losey              | Michael Redgrave, Ann Todd, Leo McKern                    | Regatul Unit al Marii Britanii și al Irlandei de Nord | Crime thriller            |
| 1958                                    |                           |                                                           |                                                       |                           |
| Big Deal on Madonna Street              | Mario Monicelli           | Vittorio Gassman, Marcello Mastroianni, Claudia Cardinale | Italia                                                | [ 69 ]                    |
| The Cry Baby Killer                     | Jus Addiss                | Harry Lauter, Jack Nicholson, Carolyn Mitchell            | Statele Unite ale Americii                            | [ 70 ]                    |
| Elevator to the Gallows                 | Louis Malle               | Jeanne Moreau, Maurice Ronet, Georges Poujouly            | Franța                                                | [ 71 ]                    |
| I Want to Live!                         | Robert Wise               | Susan Hayward, Simon Oakland, Virginia Vincent            | Statele Unite ale Americii                            | Crime drama               |
| I, Mobster                              | Roger Corman              | Steve Cochran, Lita Milan, Robert Strauss                 | Statele Unite ale Americii                            | [ 73 ]                    |
| The Lineup                              | Don Siegel                | Eli Wallach, Robert Keith, Warner Anderson                | Statele Unite ale Americii                            | [ 74 ]                    |
| Machine-Gun Kelly                       | Roger Corman              | Charles Bronson, Susan Cabot, Morey Amsterdam             | Statele Unite ale Americii                            | [ 75 ]                    |
| Stakeout on Dope Street                 | Irvin Kershner            | Herschel Bernardi                                         | Statele Unite ale Americii                            | [ 76 ]                    |
| Thunder Road                            | Arthur Ripley             | Robert Mitchum, Gene Barry, Keely Smith                   | Statele Unite ale Americii                            | [ 77 ]                    |
| Touch of Evil                           | Orson Welles              | Charlton Heston, Janet Leigh, Orson Welles                | Statele Unite ale Americii                            | [ 78 ]                    |
| Underworld Beauty                       | Seijun Suzuki             | Rajo To Kenju                                             | Japonia                                               | [ 79 ]                    |
| 1959                                    |                           |                                                           |                                                       |                           |
| Al Capone                               | Richard Wilson            | Rod Steiger, Fay Spain, James Gregory                     | Statele Unite ale Americii                            | [ 80 ]                    |
| Audace colpo dei soliti ignoti          | Nanni Loy                 | Vittorio Gassman, Renato Salvatori, Claudia Cardinale     | Franța · Italia                                       | [ 80 ]                    |
| Beast from Haunted Cave                 | Monte Hellman             | Michael Forest, Sheila Carol, Frank Wolff                 | Statele Unite ale Americii                            | Crime thriller            |
| Compulsion                              | Richard Fleischer         | Orson Welles, Dean Stockwell, Bradford Dillman            | Statele Unite ale Americii                            | Crime drama               |
| Crime & Punishment, USA                 | Denis Sanders             | George Hamilton, Mary Murphy, Frank Silvera, Eve McVeagh  | Statele Unite ale Americii                            | [ 83 ]                    |
| The Day They Robbed the Bank of England | John Guillermin           | Aldo Ray, Elizabeth Sellars, Hugh Griffith                | Regatul Unit al Marii Britanii și al Irlandei de Nord | [ 84 ]                    |
| Odds Against Tomorrow                   | Robert Wise               | Harry Belafonte, Robert Ryan, Shelley Winters             | Statele Unite ale Americii                            | [ 85 ]                    |
| Pickpocket                              | Robert Bresson            | Martin Lasalle, Marika Green, Pierre Leymarie             | Franța                                                | Crime drama               |